# Бріопсис
Бріопсис (Bryopsis) — рід зелених водоростей. В Україні зустрічається занесений у Червону книгу бріопсіс адріатичний (Bryopsis adriatica), що росте на Філофорному полі Зернова, Каркінітській затоці, Південному узбережжі Криму.
Поширений у морях тропічного, субтропічного та помірного поясів. Гаметофіти цієї водорості диференційовані на сланкі ризоïдальні та висхідні асиміляторні сифони. Висхідні сифони зазвичай пірчасто розгалужені i нагадують пташине пір'я. При утворенні гамет деякі бічні сифони відокремлюються перегородкою. Із сифонів, забарвлених в інтенсивно зелений колір, утворюються жіночі гаметангії, зі світліших, жовтуватих сифонів - чоловічі. Далі вміст гаметангіїв розпадається на численні дводжгутикові жіночі та чоловічі гамети, що різняться за розмірами. Через отвір в оболонці гамети виходять у зовнішнє середовище, де попарно копулюють, утворюючи планозиготу.
Планозигота осідає на субстрат, втрачає джгутики і без періоду спокою починає проростати у диплоïдний розгалужений ниткоподібний спорофіт, що отримав назву стадії Derbesia. Розвиток стадії Derbesia відбувається 2-4 місяці. Ядро у 20-40 разів збільшується у діаметрі, переходячи зі стадії диплоïдного зиготичного ядра у стадію первинного ядра. Далі у первинному ядрі відбувається серія мітотичних поділів, дочірні ядра зменшуються у діаметрі до 5-10 мкм. Останній поділ ядра є редукційним. Після мейозу завершується формування вторинних ядер, і спорофіт холо- або еукарпічним шляхом дає початок одноядерним стефаноконтним гаплоїдним зооспорам. Ці зооспори проростають або у нові гаметофіти, які складаються із сифонів пірчастої будови, або у нові спорофіти стадії Derbesia.
Цікаво, що за певних умов планозигота може безпосередньо про ростати у гаметофіт, не проходячи стадію Derbesia. Проте процеси, що відбуваються з ядром при цьому шляху розвитку, залишаються недослідженими.
Таким чином, Bryopsis має гаплодиплофазний життєвий цикл з неправильним гетероморфним чергуванням поколінь та споричною редукцією (принаймі, при типовому шляху розвитку зиготи).

## Будова
Слойовища висотою 15 см схожі на карликові ялинки. Верхня частина гілочок не галузиться, а їх довжина зменшується до вершини, утворюючи зелений конус. Забарвлення темно-зелене. На поверхні води оригінальна форма розгалуження губиться. Тому засушити біопсис складно.